# Liste der Baudenkmäler in Michelsneukirchen

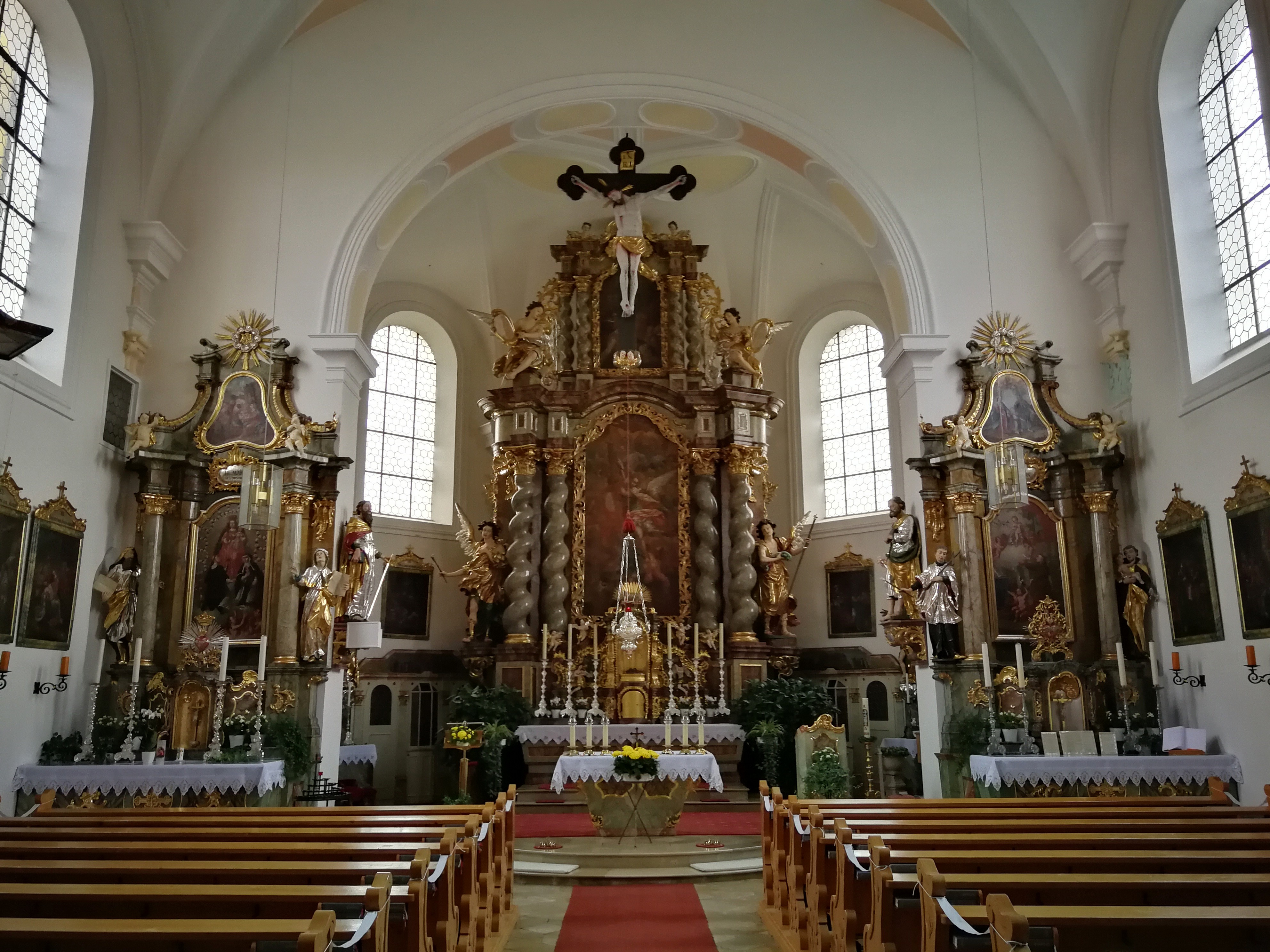
Innenraum von St. Michael in Michelsneukirchen

Auf dieser Seite sind die Baudenkmäler in der Oberpfälzer Gemeinde Michelsneukirchen zusammengestellt. Diese Tabelle ist eine Teilliste der Liste der Baudenkmäler in Bayern. Grundlage ist die Bayerische Denkmalliste, die auf Basis des Bayerischen Denkmalschutzgesetzes vom 1. Oktober 1973 erstmals erstellt wurde und seither durch das Bayerische Landesamt für Denkmalpflege geführt wird. Die folgenden Angaben ersetzen nicht die rechtsverbindliche Auskunft der Denkmalschutzbehörde.

## Baudenkmäler nach Ortsteilen

### Michelsneukirchen
| Lage                                                              | Objekt                                    | Beschreibung | Akten-Nr.    | Bild           |
| ----------------------------------------------------------------- | ----------------------------------------- | --- | ------------ | -------------- |
| Angerweg 2 (Standort)                                             | Ehemaliges Bauernhaus                     | Eingeschossiger und traufständiger Steilsatteldachbau mit Blockbau-Giebel, Giebelschrot und Firstsäule, frühes 19. Jahrhundert | D-3-72-142-1 | BW             |
| Falkensteiner Straße 16 (Standort)                                | Bildstock                                 | Gehäuse mit Satteldach und Firstkreuz, Granit, bezeichnet mit 1878; an der Straße nach Falkenstein | D-3-72-142-7 | BW             |
| Hauptstraße 21 (Standort)                                         | Ehemaliges Bauernhaus, genannt Forsthäusl | Zweigeschossiger und traufständiger Flachsatteldachbau mit verschindeltem Blockbau-Obergeschoss, 18./19. Jahrhundert | D-3-72-142-2 | BW             |
| Kirchplatz 1; Kirchplatz 2; Kirchplatz 3; Kirchplatz 5 (Standort) | Katholische Pfarrkirche St. Michael       | Saalbau mit gleich breitem Polygonalchor, Walmdach und westlichem Fassadenturm mit Lisenengliederungen und verblechter Zwiebelhaube, Sandsteinportal, 1707; mit Ausstattung; Friedhofskapelle, Walmdachbau mit verblechtem Dachreiter, 18. Jahrhundert; mit Ausstattung; Friedhofsmauer mit Torwand und segmentbogigem Durchgang, 18. Jahrhundert | D-3-72-142-3 | weitere Bilder |
| Straubinger Straße 1 (Standort)                                   | Sogenanntes Mesnerhaus                    | Zweigeschossiger und giebelständiger Mansardwalmdachbau, Erdgeschoss 1625, Obergeschosse 1789 massiv erneuert und Fassadengestaltung mit Stuck, Zopfstil, 1831 Vergrößerung und Umbau | D-3-72-142-4 | BW             |
| Straubinger Straße 8 (Standort)                                   | Ehemaliges Bauernhaus                     | Eingeschossiger und traufständiger Halbwalmdachbau, 18. Jahrhundert | D-3-72-142-5 | BW             |
| Wagnerhöhe 3 (Standort)                                           | Bauernhaus, ehemaliger Wohnstallbau       | Eingeschossiger und giebelständiger Halbwalmdachbau mit Giebelschrot, 1840 | D-3-72-142-6 | BW             |

### Altenhofstetten
| Lage              | Objekt     | Beschreibung | Akten-Nr.    | Bild |
| ----------------- | ---------- | --- | ------------ | ---- |
| Die Au (Standort) | Wegkapelle | Gehäuse mit vorschießendem Walmdach und Schindeldeckung, 18. Jahrhundert, mit Ausstattung; an der Staatsstraße 2147 nach Michelsneukirchen. | D-3-72-142-8 | BW   |

### Bruckmühl
| Lage                   | Objekt                   | Beschreibung | Akten-Nr.    | Bild |
| ---------------------- | ------------------------ | --- | ------------ | ---- |
| Bruckmühl 1 (Standort) | Bauernhaus, Wohnstallbau | Zweigeschossiger und giebelständiger Satteldachbau mit verkleidetem Blockbau-Obergeschoss, wohl 1. Hälfte 19. Jahrhundert | D-3-72-142-9 | BW   |

### Dörfling
| Lage                  | Objekt                               | Beschreibung | Akten-Nr.     | Bild |
| --------------------- | ------------------------------------ | --- | ------------- | ---- |
| Dörfling 1 (Standort) | Katholische Filialkirche St. Ägidius | Saalbau mit gleich breitem Chor, Walmdach und Fassadenturm mit Zwiebelhaube und Lisenengliederung, Neubau nach Brand 1751; mit Ausstattung | D-3-72-142-10 | BW   |

### Obermühl
| Lage                     | Objekt             | Beschreibung | Akten-Nr.     | Bild |
| ------------------------ | ------------------ | --- | ------------- | ---- |
| Nähe Obermühl (Standort) | Wirtschaftsgebäude | Zweigeschossiger und giebelständiger Satteldachbau mit Blockbau-Obergeschoss und Giebelschrot, auf Bruchsteinmauerwerk mit Eckquadern, gewölbter Stall, Getreidekasten und Knechtraum im Obergeschoss, 1. Hälfte 19. Jahrhundert | D-3-72-142-16 | BW   |

### Pfaffengschwand
| Lage                             | Objekt                                   | Beschreibung | Akten-Nr.     | Bild |
| -------------------------------- | ---------------------------------------- | --- | ------------- | ---- |
| Pfaffengschwander Weg (Standort) | Bildstock, sogenanntes Gschwandner-Kreuz | Gehäuse mit Stirnpfeilern, Satteldach und Gusseisenkreuz, Granit, bezeichnet mit 1872; 1970 an die Straßenabzweigung Pfaffengschwand versetzt | D-3-72-142-17 | BW   |

### Premsthal
| Lage                   | Objekt      | Beschreibung | Akten-Nr.     | Bild |
| ---------------------- | ----------- | --- | ------------- | ---- |
| Premsthal 4 (Standort) | Waldlerhaus | Zweigeschossiges und traufständiges Satteldachhaus mit hohem massivem Erdgeschoss und Blockbau-Obergeschoss und Giebelschrot, bezeichnet mit 1811 | D-3-72-142-18 | BW   |

### Quer (Sankt Quirin)
| Lage                      | Objekt                                                        | Beschreibung | Akten-Nr.     | Bild           |
| ------------------------- | ------------------------------------------------------------- | --- | ------------- | -------------- |
| Sankt Quirin 1 (Standort) | Katholische Wallfahrtskirche St. Quirinus, Vitus und Wolfgang | Saalbau mit eingezogenem Chor und Krüppelwalmdach, gotisch, 1616 verändert, Dachreiter und Fenster 18. Jahrhundert; mit Ausstattung | D-3-72-142-19 | weitere Bilder |
| Sankt Quirin 3 (Standort) | Ehemaliges Mauthäusl                                          | Turmartiger zweigeschossiger Viereckbau mit vorkragendem Zeltdach, Bruchsteinmauerwerk mit Holzanbauten, 18. Jahrhundert            | D-3-72-142-20 | weitere Bilder |

### Regelsmais
| Lage                                                   | Objekt     | Beschreibung                                                                      | Akten-Nr.     | Bild |
| ------------------------------------------------------ | ---------- | --------------------------------------------------------------------------------- | ------------- | ---- |
| Regelsmais 10, an der Straße nach Straubing (Standort) | Wegkapelle | Mit Satteldach und Stichbogentonne, 19. Jahrhundert; an der Straße nach Straubing | D-3-72-142-21 | BW   |

### Schrötting
| Lage                                  | Objekt                                 | Beschreibung | Akten-Nr.     | Bild |
| ------------------------------------- | -------------------------------------- | --- | ------------- | ---- |
| Schrötting 1; Schrötting 3 (Standort) | Ehemaliger Gutshof, 1909–2014 Brauerei | Zweigeschossiges Wohnhaus mit Flachsatteldach, Blockbau-Kniestock, Giebel- und Seitenschrot, bezeichnet 1858; Ehehaltenhaus, zweigeschossiger und traufständiger Satteldachbau mit Blockbau-Obergeschoss und Schroten, bezeichnet mit 1881; Ehemaliger Getreidekasten, zweigeschossiger Halbwalmdachbau mit verschindeltem Blockbauobergeschoss und verschalten Schroten, bezeichnet mit 1833 | D-3-72-142-24 | BW   |

### Schwaighof
| Lage                    | Objekt                     | Beschreibung                                                            | Akten-Nr.     | Bild |
| ----------------------- | -------------------------- | ----------------------------------------------------------------------- | ------------- | ---- |
| Schwaighof 1 (Standort) | Zugehöriger Getreidekasten | Blockbau mit gemauertem Sockel und Mansardwalmdach, bezeichnet mit 1838 | D-3-72-142-25 | BW   |

## Ehemalige Baudenkmäler
In diesem Abschnitt sind Objekte aufgeführt, die früher einmal in der Denkmalliste eingetragen waren, jetzt aber nicht mehr. Objekte, die in anderem Zusammenhang also z. B. als Teil eines Baudenkmals weiter eingetragen sind, sollen hier nicht aufgeführt werden. Aktennummern in diesem Abschnitt sind ehemalige, jetzt nicht mehr gültige Aktennummern.

| Lage                   | Objekt                   | Beschreibung                                                                      | Akten-Nr.     | Bild |
| ---------------------- | ------------------------ | --------------------------------------------------------------------------------- | ------------- | ---- |
| Niederhof 2 (Standort) | Bauernhaus, Wohnstallbau | Zweigeschossiger Blockbau mit Satteldach und Giebelschrot, Anfang 19. Jahrhundert | D-3-72-142-15 | BW   |